# Храм Святих Апостолів Петра і Павла (Білки)

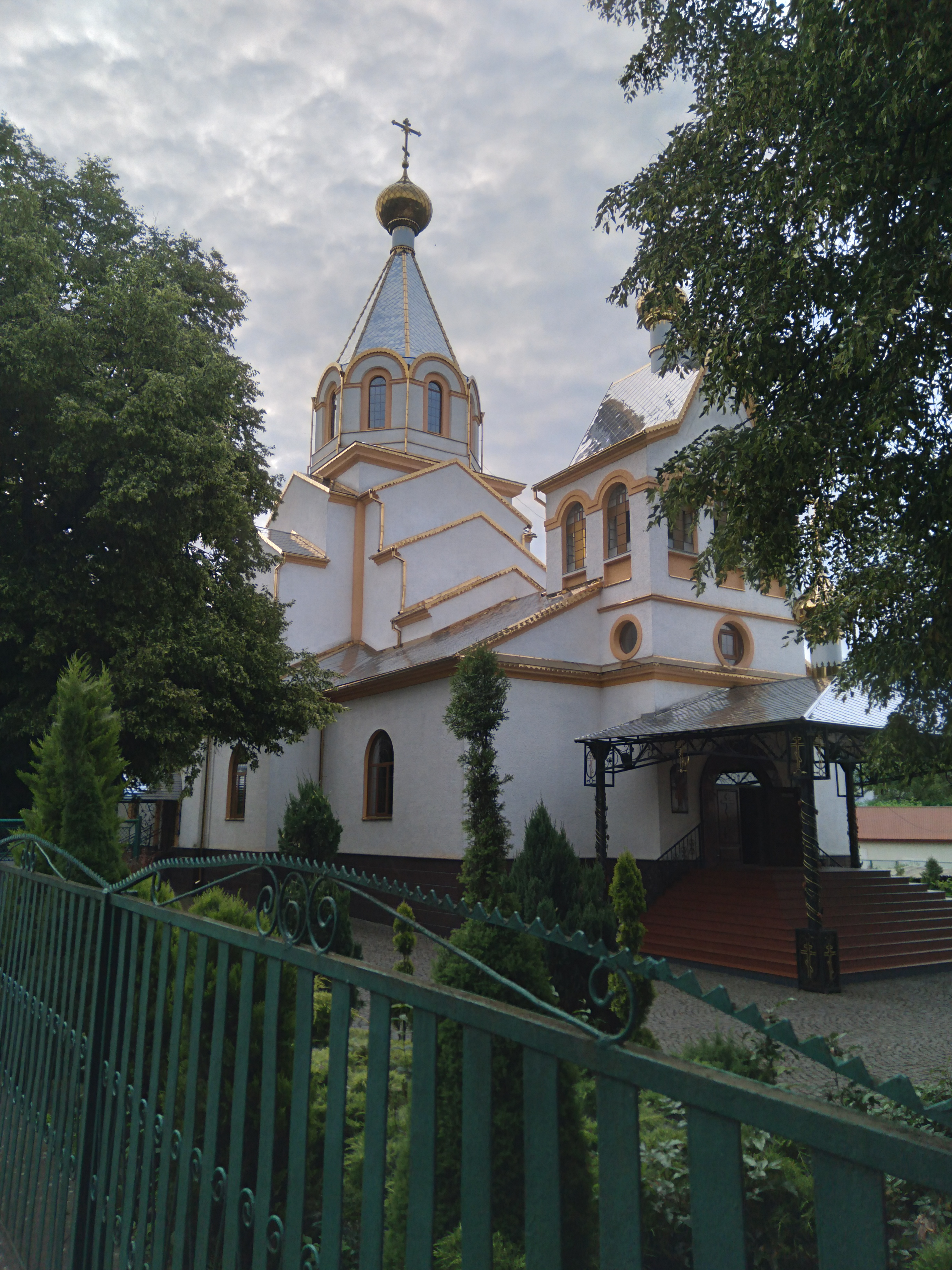
Церква Святих Апостолів Петра і Павла (с.Білки)

Церква Святих Апостолів Петра і Павла-релігійна споруда Православної Церкви, культова споруда Закарпаття. Пам'ятка архітектури. Храм розташований в історичній місцевості центра села Білки. 

## Історія
Оснування мурованого храму освятив єпископ Дамаскин 23 червня 1935 р. По закінченню мурувальних робіт. Восени 1937 р. церкву вкрили дахами. Довжина церкви (всередині) 35 м, ширина — 17 м. Храм поділяється на три основні частини: притвор, середню частину та вівтар. Великі залізобетонні колони несуть баню, дзвіницю і досить просторі хори. У 1964 р. дахи вкрили бляхою. Ікони намалював художник Федір Ґоґола, стінопис виконав Іван Андрішко в 1982—1983 р. Два бічні іконостаси та два аналої вирізьбив Михайло Росада. Кажуть, що автором проекту був Німецький архітектор . Землю купили в місцевого односельця тих років. Храм будували селяни, він мав обійтися громаді в півмільйона чехословацьких крон. Жертовністю відзначилися Петро Гедзур, Михайло Палаташ, Юрій Біров та багато інших жертводавців.
Першими священиками були о. Іван Бігар та о. Василь Самош, після них — о. Михайло Розман, наступником якого 40 років тому став теперішній священик протоієрей о. Георгій Чулей, та о. Іоан Лупак.

В сьогоденні церква мала багато реконструкцій, реставрацій, ремонтів які зробили її доповненнішою та більш охайною.
Подвір'я церкви вимощенно кам'яною бруківкою та має дезайнерський ландшафт з зеленими зонами.
1. ↑  Білки с Церква св. Петра і Павла. www.pslava.info. Процитовано 7 червня 2023.
2. ↑  Палош, Ольга (7 березня 2018). ІРШАВА. Великопосне архієрейське богослужіння в храмі села Білки. Мукачівська єпархія Української Православної Церкви (укр.). Процитовано 7 червня 2023.